# Peter Hammerschlag
Peter Hermann Hammerschlag (* 27. Juni 1902 in Wien; † 1942 im Konzentrationslager Auschwitz) war ein österreichischer Dichter, Schriftsteller, Kabarettist und Graphiker.

## Herkunft, Kindheit, Ausbildung
Peter Hammerschlag wurde im IX. Wiener Bezirk Alsergrund als Sohn des Ohrenarztes und Universitätsprofessors Victor Hammerschlag und Hedwig Hammerschlag, geb. Bunzl, geboren. Seine Eltern hatten 1899 nach jüdischem Ritus geheiratet; anlässlich von Peters Eintritt in die Volksschule 1908 trat seine Mutter gemeinsam mit ihm zum katholischen Glauben über. Ein Jahr später, 1909, wurde der jüngere Bruder Valentin geboren. Schon im Staatsreformrealgymnasium Wien VIII, Albertgasse, fiel Peter Hammerschlag durch seine außerordentliche zeichnerische und komisch-schauspielerische Begabung auf. Nach der Matura studierte Peter Hammerschlag vom Wintersemester 1921/22 bis zum Sommersemester 1923 (insgesamt 4 Semester) an der Rechts- und Staatswissenschaftlichen Fakultät und vom Wintersemester 1923/24 bis zum Sommersemester 1928 (insgesamt 10 Semester) an der Philosophischen Fakultät der Universität Wien und besuchte ein Semester den Lehrgang für Buch- und Illustrationsgewerbe an der Höheren Graphischen Lehr- und Versuchsanstalt in Wien (1921/22).

## Kabarettistisches und literarisches Schaffen
In den folgenden Jahren lebte Hammerschlag von verschiedenen, vor allem illustratorischen Auftragsarbeiten. Anlässlich zweier Aufenthalte in Berlin (Mai 1929, Dezember 1929 bis Sommer 1930) kam es zu ersten kabarettistischen Auftritten, u. a. im „Küka“; seit 1930 (bis 1937) arbeitete er auf Vermittlung seines Schriftstellerkollegen und späteren Freundes Friedrich Torberg für das Prager Tagblatt, unter anderem als Autor von zahlreichen Kindergedichten (von einem umfangreichen Kinderbuch ist nur das Exposé erhalten).
Als Stella Kadmon am 7. November 1931 die legendäre Wiener Kleinkunstbühne Der liebe Augustin eröffnete, gehörte Peter Hammerschlag als Hausautor, Conférencier, Darsteller und vor allem als Blitzdichter vom ersten Moment an zu ihrem Team. Hammerschlags Fähigkeit, auf Zuruf aus dem Publikum aus dem Stegreif Gedichte, darunter auch scheinbar ausgefeilte Parodien auf zeitgenössische Dichter wie Hugo von Hofmannsthal und Theodor Kramer, zu gestalten, passte perfekt in die improvisatorisch-spontane Linie der Bühne in ihren ersten Jahren.
Ab 1933 verfasste Peter Hammerschlag auch Beiträge für andere Wiener Kleinkunst-Etablissements, so für „Die Stachelbeere“, die „Literatur am Naschmarkt“ (neben Jura Soyfer, Rudolf Weys, Hans Weigel und vielen anderen), das „ABC“ (wieder gemeinsam mit Jura Soyfer, neben Fritz Eckhardt, Leo Aschkenasy …), die Österreichische Volksbühne in der Wiener „Kultur-Sternwarte“ „Urania“ und für die „Kleinkunst in den Colonnaden“. Darüber hinaus veröffentlichte er Beiträge in Zeitschriften, z. B. in der Weltbühne, die er oft mit eigenen Illustrationen und Karikaturen ausstattete. Die Presse lobte Hammerschlag für die hohe Qualität seiner stets spontan und locker-musikalisch skizziert wirkenden Gedichte. Eines dieser Gedichte ist auch das Krüppellied, welches in den 1960er-Jahren durch die Neuinterpretation von Helmut Qualtinger berühmt wurde. Darin beschreibt er in Form eines Wienerliedes die Gegensätzlichkeit der Wiener Seele. Roland Neuwirth schreibt über ihn:

„Peter Hammerschlag […] hielt die allzuoft brechmittelhafte Verlogenheit der Heurigensänger nicht mehr länger aus und versetzte das »goldene Wienerherz« quasi durch einen gezielten Hammerschlag in arge Extrasystolen. Mit diesem vorgehaltenen Spiegel rettete er aber dem Wienerlied das Leben, das sonst in seinen ewigen Selbstwiederholungen verkommen wäre.“

## Verfolgung und Tod
Im Juli 1938 wurde die elterliche Wohnung, in der auch Peter Hammerschlag lebte, „arisiert“. Von Peter Hammerschlags Familie konnte sich nur sein jüngerer Bruder Valentin durch eine Flucht nach Buenos Aires vor den Nationalsozialisten retten. Peter Hammerschlag versuchte die Flucht nach Jugoslawien. Er traf in Belgrad Stella Kadmon wieder, der die Ausreise nach Israel gelang, während Hammerschlag im November 1939 in Jugoslawien verhaftet und nach Wien ausgewiesen wurde. Zum ersten Programm des Kabaretts Wiener Werkel (unter diesem Namen versuchten die „arischen“ Autoren und Darsteller der „Literatur am Naschmarkt“, ihre zeitkritische Arbeit unter der Nazidiktatur fortzuführen) steuerte Hammerschlag noch einige Texte bei.
Ab 1941 musste er Zwangsarbeit verrichten. 1942 wurden die Eltern Hammerschlags deportiert und kamen im KZ Theresienstadt um. Peter Hammerschlag wurde als U-Boot von seinem Freund, dem Komponisten Alexander Steinbrecher, in dessen Wohnung versteckt. Als er Steinbrechers Wohnung verließ, wurde er verhaftet und am 17. Juli 1942 nach Auschwitz deportiert. Seither gilt er als verschollen.
Peters Bruder Valentin Hammerschlag kehrte 1966 aus der Emigration nach Europa zurück und beging 1975 Suizid.

## Wiederentdeckung des Werkes
Die Wiederentdeckung von Peter Hammerschlags Werk ist seinem Nachlassverwalter Friedrich Torberg zu verdanken, der 1972 eine kleine Auswahl von Hammerschlags Lyrik unter dem Titel Der Mond schlug grad halb acht herausgab. Allerdings wurde die Ausgabe wegen der starken Bearbeitung der Gedichte durch Torberg in der Folge stark kritisiert (vgl. auch die ähnliche Editions- und Rezeptionsgeschichte der Auswahl-Ausgabe der Werke von Fritz von Herzmanovsky-Orlando durch Friedrich Torberg). Künstler wie André Heller, Helmut Qualtinger, Gerhard Bronner und Peter Wehle begannen in der Folge, Werke von Peter Hammerschlag in Lesungen und Vertonungen zu interpretieren. Weitere Werkausgaben folgten, wobei sich vor allem die Herausgeberin Monika Kiegler-Griensteidl um editorische Sorgfalt bemühte und auch die Illustrationen Hammerschlags der Öffentlichkeit zum Teil wieder zugänglich machte. 1997 widmete das Jüdische Museum Wien Peter Hammerschlag die Ausstellung Kringel Schlingel Borgia mit einem reichen Rahmenprogramm von Lesungen und musikalischen Huldigungen an den ermordeten Künstler.

## Werke

### Bücher
- Friedrich Torberg (Hrsg.): Der Mond schlug grad halb acht. Grotesk-Gedichte. Eingeleitet und mit 51 Federzeichnungen von Bil Spira. Zsolnay, Wien 1972.
- Gerhard Bronner (Hrsg.): Steif weht der Wind von der Postsparkassa. Grotesk-Gedichte und Gelegenheitsprosa. Zsolnay, Wien 1984, ISBN 3-552-03614-8 (+ 1 Musikkassette).
- Friedrich Achleitner, Monika Kiegler-Griensteidl (Hrsg.): Die Wüste ist aus gelbem Mehl. Groteskgedichte. Mit 12 Zeichnungen des Autors. Zsolnay, Wien 1997, ISBN 3-552-04829-4.
- Volker Kaukoreit u. Monika Kiegler-Griensteidl (Hrsg.): Die Affenparty. Prosa. Mit 11 Zeichnungen des Autors. Zsolnay, Wien 2001, ISBN 3-552-05164-3.

### Vinyl
- Hommage an Peter Hammerschlag. LP, Preiser Records SPR 3253, Wien, 1975. Interpreten: Gerhard Bronner, Elfriede Ott, André Heller, Ulli Fessl, Heinz Holecek, Hans Kraemmer, Kurt Sobotka, Peter Wehle.

### Videos
- Gerhard Bronner, Elfriede Ott (Interpreten): Der Hammerschlag des lieben Augustin. Höhepunkte aus dem Kabarett. Edition Hoanzl, Wien 2000 (VHS, 102 Min.).

### CDs
- Gerhard Bronner, Elfriede Ott (Interpreten): Der Hammerschlag des lieben Augustin. Höhepunkte aus dem Kabarett. Waku Word Edition, Lienz 1999 (70 Min.).